# Chrysopa sequens
Chrysopa sequens är en insektsart som beskrevs av Banks 1943. Chrysopa sequens ingår i släktet Chrysopa och familjen guldögonsländor. Inga underarter finns listade i Catalogue of Life.